# دزک (سراوان)
دزک، روستایی در دهستان حومه بخش مرکزی شهرستان سراوان در استان سیستان و بلوچستان ایران است.

## آثارباستانی وگردشگری
مسجد جامع دزک (سراوان) مربوط به اوایل اسلام است و در شهرستان سراوان، روستای دزک واقع شده و این اثر در تاریخ ۱۲ اردیبهشت ۱۳۷۷ با شمارهٔ ثبت ۲۰۱۲ به‌عنوان یکی از آثار ملی ایران به ثبت رسیده‌است
قلعه دزک (بلقیس) قدمت اولیه این قلعه به درستی معلوم نیست، در واقع قلعه دزک یک ارگ بزرگ محسوب می شود، خسرو خان بزرگ زاد در دوره صفویه بعد از نارضایتی از شاه صفوی اتحادیه ای از افراد منطقه خود که مرکز این اتحادیه پروم بوده و لشکریانی از جمازه سواران بلوچ و افغان به سمت کرمان حمله‌ور می‌شوند و این یورش باعث پایان دوره حکمرانی صفویان در ایران می‌شود، این قلعه در دوره‌های مختلف تاریخی باسازی شده‌است.
در زمان رضا شاه و حمله لشکر دولت مرکزی به بلوچستان میر دوست محمد خان بارکزهی در قلعه دزک حضور داشت که طی جنگی خونین میان وی و قشون تعداد زیادی از اهالی بلوچستان در این جنگ چند روزه خونین کشته می‌شود میر دوست محمد خان بارکزهی به جهت پایان دادن به این درگیری چندین روزه تسلیم قشون دولت شده و به همراه چند نفر از همرزمانش به تهران فرستاده می‌شود، همچنین به دلیل کشته شدن سرهنگ باقر آقا داورپناه در حمله به قلعه دزک، به دستور رضا شاه و به پاسداشت نام وی سنگ یادبودی در جوار قلعه دزک نصب و روستای دزک به داورپناه تغیر نام می‌یابد.
قلعه دزک در بخش مرکزی شهرستان سراوان واقع شده و این اثر در تاریخ ۱۶ شهریور ۱۳۸۳ با شمارهٔ ثبت ۱۱۰۹۵ به‌عنوان یکی از آثار ملی ایران به ثبت رسیده‌است.
حاکمان دزک
امیر محمد میر مکران  -میر هاشم خان  به .
جهان شاه شیخ‌زاده هاشم دزكی.
خسروخان دزكی.
هاشم خان دزكی..
شاه نعمت الله خان دوم،ملک دینارخان دزكی.
نعمت‌الله خان سوم.
شاه صفی خان دزكی.
میرگاجیهان بزرگ زاده دزکی
میربهرام خان بزرگزاده.
مطيع الدوله علم خان بزرگ زاده.
دلاورخان بزرگزاده.
عبدالله خان بزرگزاده.
مددخان بزرگ زاده.
دوست محمد خان بارک زهی.
شهبازخان بزرگ زاده.
مهراب خان بزرگ زاده نعمت‌اللهی.
انقلاب ایران

## جمعیت
بر پایه سرشماری عمومی نفوس و مسکن در سال ۱۳۹۵، جمعیت این روستا برابر با ۷٬۵۶۶ نفر (۱٬۹۹۹ خانوار) بوده‌است.